# David Douglas
David Douglas (Scone, 25 de junio de 1799 - Laupahoehoe, 12 de julio de 1834) fue un botánico y explorador escocés.

## Biografía
Hijo de un cantero, nació en Scone al noroeste de Perth en Escocia. Estudió en la escuela de Kinnoul y cuando terminó encontró trabajo como aprendiz de jardinero en la propiedad de IIIer Earl de Mansfield en el Palacio de Scone. Estuvo siete años trabajando hasta que lo abandonó para cursar estudios en el Colegio Universitario de Perth donde profundizó en sus conocimientos de los aspectos científicos y matemáticos sobre el cultivo de las plantas. Después de una temporada de trabajo en Fife (durante la cual tuvo acceso en la biblioteca a libros de botánica y de zoología), se trasladó al Jardín botánico de Glasgow y acudió a clases sobre botánica que se impartían en la Universidad de Glasgow. El profesor que la impartía estaba muy impresionado por el interés que tenía y lo incluyó en el equipo de una expedición a las ""Tierras Altas"" (Highlands) habiéndole recomendado primero a la "Sociedad Real de Horticultura" de Londres.

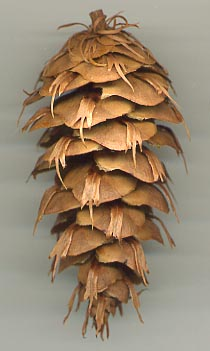
Cono de abeto Douglas de Costa, procedente de un árbol que plantó David Douglas en 1826

En nombre de Sir William Hooker de RHS, el hábil e intrépido Douglas tomó parte en una expedición de recolección de plantas en la costa noroeste del Pacífico en 1824 que se cuenta entre las más grandes exploraciones botánicas de una generación heroica. El abeto Douglas, que introdujo como cultivo en 1827, se ha nombrado en su honor. Otras notables introducciones incluyen abeto Sitka, pino de azúcar, pino blanco del oeste, pino Ponderosa, pino de las Traviesas, pino Monterrey, gran abeto, abeto noble y varias coníferas que transformaron el paisaje británico y la industria de la madera, además de numerosos arbustos de jardín y de hierbas.

Fue el primero en describir la especie que se encuentra en la costa noroeste de América del Norte, Epipactis gigantea, del género Epipactis, de la familia Orchidaceae.

Sus éxitos fueron más allá de sus expectativas; y así en una carta a Hooker, le escribió "podrías pensar que fabrico pinos a mi voluntad". Llegó a introducir unas 240 especies de plantas en las islas británicas. Murió en extrañas circunstancias en Hawái a la edad de 35 años cuando cayó en un pozo trampa y fue aplastado por un toro que cayó en el mismo lugar.

## Escritos
- Douglas, David (1914). Journal kept by David Douglas during his travels in North America 1823-1827 : together with a particular description of thirty-three species of American oaks and eighteen species of Pinus, with appendices containing a list of the plants introduced by Douglas and an account of his death in 1834. W. Wesley & Son under the direction of the Royal Horticultural Society.disponible en línea en "Washington State Library's Classics" en "Washington History collection"

## Epónimos
Género
- (Primulaceae) Douglasia Lindl.[1]

Especies
- (Aceraceae) Acer douglasii Hook.[2]
- (Alliaceae) Allium douglasii Wood[3]
- (Alliaceae) Brodiaea douglasii S.Watson[4]
- (Amaryllidaceae) Crinum douglasii F.M.Bailey[5]
- (Apiaceae) Cicuta douglasii J.M.Coult. & Rose[6]
- (Aspleniaceae) Scolopendrium douglasii Fisch.[7]
- (Asteraceae) Argyrophyton douglasii Hook.[8]
- (Brassicaceae) Physaria douglasii (S.Watson) O'Kane & Al-Shehbaz subsp. tuplashensis (Rollins, K.A.Beck & Caplow) O'Kane & Al-Shehbaz[9]
- (Campanulaceae) Lobelia douglasii Alph.Wood[10]
- (Caprifoliaceae) Caprifolium douglasii Lindl.[11]
- (Caryophyllaceae) Silene douglasii var. viscida B.L.Rob.[12]